# El-Arna
El-Arna (russisch Ел-Арна) ist ein Fernsehsender in Kasachstan mit Sitz in Almaty, der im Jahr 2000 als der einzige Fernsehsender in Kasachstan gegründet wurde, der nur in Kasachisch sendet. Heute sendet er aber sowohl in kasachischer als auch russischer Sprache. El-Arna befindet sich im Besitz des staatlichen Fernsehsenders Khabar.
Der Fernsehsender nahm seinen Sendebetrieb im März 2000 als Schwestersender von Khabar auf, zunächst unter dem Namen Khabar-2. Das Programm wurde nur in kasachischer Sprache gesendet. Seit September 2002 werden die Sendungen von El-Arna auch in Russisch ausgestrahlt.
Im Programm von El-Arna befinden sich Talkshows, Musiksendungen, Quizsendungen, Dokumentationen sowie Kinder- und Jugendformate und Kochshows. Auch nationale und ausländische Spielfilme werden von El-Arna ausgestrahlt.